# Albert Einstein (album)
Albert Einstein è un album in studio collaborativo del rapper Prodigy e del DJ The Alchemist, pubblicato nel giugno 2013.

## Tracce
1. Intro – 0:25
2. IMDKV – 2:35
3. Give Em Hell – 2:56
4. Stay Dope – 3:18
5. Curb Ya Dog – 3:13
6. Death Sentence (featuring Roc Marciano) – 3:14
7. Bear Meat – 2:52
8. Y.N.T. (featuring Domo Genesis) – 2:36
9. R.I.P. (featuring Havoc & Raekwon) – 3:22
10. Dough Pildin – 2:26
11. Confessions – 3:37
12. Bible Paper (featuring The Alchemist) – 3:44
13. The One (featuring Action Bronson) – 3:35
14. Breeze – 3:02
15. Raw Forever – 4:27
16. Say My Name – 2:22

P=MC² Deluxe Edition
1. Mightier Pen – 2:39
2. Murder Goes Down – 2:09
3. Infamous Allegiance – 3:22
4. Gnarly – 3:16